# Verfassungsreferendum auf den Seychellen 1993
Das Verfassungsreferendum auf den Seychellen (constitutional referendum) wurde am 18. Juni 1993 auf den  Seychellen durchgeführt, nachdem das Referendum im vorangegangenen Jahr nicht die notwendigen 60 % erreicht hatte. Mit dem Referendum vom 18. Juni wurde die Verfassung von 1979 in überarbeiteter Fassung angenommen. Die Verfassung von 1993 ist am englischen Westminster-Modell ausgerichtet.

## Ergebnis
73,9 % der Wähler stimmten für die neue Verfassung, während sich 24,1 % dagegen aussprachen.